# Julio Robles Castillo
Julio César Robles Castillo (Tulcán, 21 de abril de 1923 - 28 de octubre de 1999) fue un político convervador ecuatoriano de gran influencia en la provincia de Carchi.

## Vida política
Entre los cargos públicos que ocupó se cuentan concejal cantonal de Tulcán, consejero provincial del Carchi, alcalde de Tulcán en dos periodos, prefecto provincial del Carchi (de 1978 a 1984), gobernador del Carchi (durante el gobierno de León Febres-Cordero) y diputado en representación de su provincia (de 1990 a 1992).
En las elecciones seccionales de 1992 fue elegido para un nuevo periodo al frente de la prefectura del Carchi por el Partido Conservador Ecuatoriano. En las elecciones de 1996 fue reelecto al cargo por el mismo partido, ocupando el puesto hasta su muerte en 1999.

## Homenajes
La avenida Julio Robles de la ciudad de Tulcán está nombrada en su honor.